# Sgt Pepper’s Lonely Hearts Club Band (filmzene)
A Sgt Pepper’s Lonely Hearts Club Band című lemez a Bee Gees együttes huszonhatodik nagylemeze, mely a The Beatles azonos című albumának feldolgozása.
A lemezen nemcsak a Bee Gees szerepel, zenei anyaga megegyezik az azonos című film zenéjével.

## Az album dalai
A vastagon jelzett számokban a Bee Gees együttes és tagjai szerepelnek.
LP 1
1. Sgt. Pepper’s Lonely Heart’s Club Band/With A Little Help From My Friends (Lennon – McCartney) – 4:42 – The Bee Gees, Paul Nicholas/Peter Frampton, The Bee Gees
2. Here Comes The Sun (Georges Harrison) – 3:05 – Sandy Farina
3. Getting Better (Lennon – McCartney) – 2:46 Peter Frampton, The Bee Gees
4. Lucy in the Sky with Diamonds (Lennon – McCartney)- 3:41 – Dianne Steinberg, Stargard
5. I Want You (She’s So Heavy) (Lennon – McCartney) – 6:31 – The Bee Gees, Dianne Steinberg, Paul Nicholas, Donald Pleasence, Stargard
6. Good Morning, Good Morning (Lennon – McCartney)- 1:58 – Paul Nicholas, Peter Frampton, The Bee Gees
7. She’s Leaving Home (Lennon – McCartney) – 2:40 – The Bee Gees, Jay MacIntosh, John Wheeler
8. You Never Give Me Your Money (Lennon – McCartney)- 3:07 – Paul Nicholas, Dianne Steinberg
9. Oh! Darling (Lennon – McCartney) – 3:29 – Robin Gibb
10. Maxwell’s Silver Hammer (Lennon – McCartney) – 4:00 – Steve Martin & Chorus
11. Polythene Pam/She Came In Through the Bathroom Window/Nowhere Man/Sgt. Pepper’s Lonely Hearts Club B  (Lennon – McCartney) – 5:11 – The Bee Gees/Peter Frampton, The Bee Gees/The Bee Gees/Peter Frampton, The Bee Gees

LP 2
1. Got to Get You Into My Life (Lennon – McCartney)- 3:36 – Earth, Wind & Fire
2. Strawberry Fields Forever -(Lennon – McCartney) – 3:31 – Sandy Farina
3. When I’m Sixty-Four (Lennon – McCartney)- 2:40 – Frankie Howerd, Sandy Farina
4. Mean Mr. Mustard (Lennon – McCartney) – 2:39 – Frankie Howerd
5. Fixing a Hole (Lennon – McCartney) – 2:25 – George Burns
6. Because (Lennon – McCartney) – 2:45 – Alice Cooper, The Bee Gees
7. Golden Slumbers/Carry That Weight (Lennon – McCartney) – 3:24 – Peter Frampton/The Bee Gees
8. Come Together – 3:46 – Aerosmith
9. Being for the Benefit of Mr. Kite (Lennon – McCartney) – 3:12 – Maurice Gibb, Peter Frampton, George Burns, The Bee Gees
10. The Long and Winding Road (Paul McCartney- 3:40 )- Peter Frampton
11. A Day in the Life (Lennon – McCartney) – 5:11 – Barry Gibb, The Bee Gees
12. Get Back  (Lennon – McCartney) – 2:56 – Billy Preston
13. Sgt. Pepper’s Lonely Hearts Club Band (Lennon – McCartney) – 2:13  (Finale)

## A számok rögzítési ideje
1977. szeptember hó, Cherokee Stúdió, Los Angeles

## Közreműködők
A Bee Gees együttes által játszott dalok esetében:
- Barry Gibb – ének, gitár
- Robin Gibb – ének
- Maurice Gibb – ének, gitár, basszusgitár, zongora
- George Martin – zongora
- Max Middleton – billentyűs hangszerek, szintetizátor
- Robert Ahwai – gitár
- Wilbur Boscomb – basszusgitár
- Bernard Purdie – dob
- Peter Frampton – gitár
- stúdiózenekar George Martin vezetésével

## A nagylemez megjelenése országonként
- Ausztrália  RSO 2658 128 1978
- Belgium  RSO 2658 128 1978
- Brazília  RSO 2479 214/215 1978
- Egyesült Államok  RSO RS- 2-4100 1978, MCA 17004
- Franciaország  RSO 2479 214/215 1978, RSO 2658 128 1978
- Hollandia  RSO 2479 214/215 1978, RSO 2658 128 1978
- Japán  RSO MWA-9101/2 1978, CD: Polydor POCP2618/9
- Németország  RSO 2479 214/215 1978, RSO 2658 128 1978
- Norvégia RSO 2658 128 1978
- Olaszország RSO 2658 128 1978
- Svájc  RSO 2479 214/215 1978
- Uruguay RSO 2479 214/215 1978

## Az album dalaiból megjelent kislemezek, EP-k
- A Day in the Life / Nowhere man Olaszország RSO 2090 325 1978
- A Day in the Life / Sgt Pepper’s Lonely Hearts Club Band Franciaország RSO 2090 342 1979
- Oh Darling / She’s Leaving Home  Egyesült Államok RSO RS-907 1978, Franciaország RSO 2090 317 1978, Japán RSO DWQ-6062 1978, Kanada RSO RS-907 1978, Spanyolország RSO 2090 317 1978
- Sgt Pepper’s – With a Little Help from my Friends / Sgt Peppers – With a Little Help from my Friends Svédország RSO 2814 132 1978
- Sgt Pepper’s – With a Little Help from my Friends / Sgt Peppers – With a Little Help from my Friends Kanada A&M DJ RP 106 1978 promo

## Eladott példányok
A Sgt Pepper’s Lonely Hearts Club Band című lemezből a világ országaiban 2 millió példány (ebből Amerikában 1 millió, Kanadában 100 ezer ) került értékesítésre.